# أنتوني واتس
أنتوني واتس (بالإنجليزية: Anthony Watts)‏ هو عالم أرصاد أمريكي، ولد في 1958.